# Qi Mingdi
Qi Mingdi of Xiao Luan (蕭鸞) (persoonlijke naam) (452–498) was van 494 tot 498 keizer van de Zuidelijke Qi-dynastie.

## Biografie
Qi Mingdi was een neef van Nanqi Gaodi (479-482), de stichter van de dynastie. Zijn zoon Nanqi Wudi (482-493) koos zijn kleinzoon Xiao Zhaoye als opvolger in plaats van zijn zoon Xiao Ziliang. De relatie tussen Xiao Zhaoye en Xiao Luan, die een belangrijke post had aan het hof, liep stroef. Toen Xiao Ziliang in 494 stierf, liet Xiao Luan, Xiao Zhaoye uit de wegruimen. Hij zette tijdelijke de broer van Xiao Zhaoye, Xiao Zhaowen op de troon om drie maand later zichzelf tot keizer uit te roepen. Eenmaal aan de macht elimineerde hij de gehele familie van de stichter.
Keizer Ming wordt algemeen beschouwd als een intelligente, praktisch en zuinige heerser. Hij stond echter ook bekend om zijn achterdochtige karakter, en tijdens zijn bewind voelden maar weinig hoge functionarissen zich veilig. Hij werd opgevolgd door zijn zoon Xiao Baojuan.